# Микита I Константинопольський
Патріарх Микита I (грец. Πατριάρχης Νικήτας Α´) (невідомо  — 6 лютого 780 , Константинополь ) — Патріарх Константинопольський (16 листопада 766 — 6 лютого 780), іконоборець. Із рабів слов'янського походження. Був євнухом.

## Біографія
Микита був обраний патріархом Константинопольським після опали та заслання патріарха Костянтина II. За повідомленням Феофана Сповідника:
|                                                                     | 16 листопада місяця, 5 індиктіона, за указом царя висвячений у патріархи Константипопольські беззаконно Микита, євнух із слов'ян… |
| — Джерело Феофан Сповідник Хронографія. л. м. 6258, р. х. 758 (766) | |

Антон Карташов зазначає, що Микита був «безликою та слухняною людиною». Незабаром після свого обрання на патріарший престол він брав участь у влаштованій імператором Костянтином Компронімом церемонії позбавлення сану та анафемування патріарха Костянтина II.
Незабаром після сходження на патріарший престол Микита наказав зіскребти мозаїчні іконописні зображення в патріаршому палаці, винести з нього різьблені ікони, а фрески замазати .
У 768 році Микита повінчав сина імператора Костянтина майбутнього імператора Лева IV з Іриною, яка, ставши регентом при малолітньому імператорі Костянтині VI, стала ініціатором скликання Сьомого Вселенського собору, який проголосив догмат іконошанування.
Помер патріарх Микита I 6 лютого 780 року.